# Gaetano Gigante
Pour les articles homonymes, voir Gigante.
Gaetano Gigante, né en 1770 à Naples et mort le 23 septembre 1840 dans le quartier Mergellina de Naples, est un peintre et graveur italien actif à Naples.
Il est le père des peintres Giacinto Gigante, Ercole Gigante et Emilia Gigante, et du graveur et lithographe Achille Gigante.

## Biographie
Né vers 1770, Gaetano Gigante est le fils de Francesco Gigante, un pêcheur local. Il étudie à l'Académie royale de dessin sous Giacinto Diano, ancien élève de Francesco de Mura. Il entretient des liens étroits avec son maître, si bien que son premier fils portera son nom. Sa vraie première œuvre est seulement peinte lorsqu'il atteint ses quarante ans. Il s'agit d'une représentation du banquet des légionnaires de Joachim Murat à sa villa, commandée par le palais royal de Caserte. De 1818 à 1822, il peint à fresque la voûte de l'église Santa Maria di Piedigrotta, sur laquelle sont peintes des scènes des histoires de Marie et de Jésus. Pendant la même période, il peint une Naissance de la Vierge sur le retable de l'église Santa Maria di Caravaggio et une Assomption à l'église Santa Maria della Vigna à Pietravairano,,. En 1825, Gigante peint une Fête populaire de la Madone à l'Arche à Sant'Anastasia, près de Naples,. 
Il présente cette même peinture à l'exposition des beaux-arts du Museo Borbonico en 1830, puis deux autres en 1833, pour lesquelles il reçoit la médaille d'argent. Il s'est peu à peu spécialisé dans les scènes de genre et les costumes traditionnels de la culture locale de Naples.
Vers 1801, Gaetano se marie avec Anna Maria Fatati, fille de Antonio Fatati et de Fortunata Di Paolo, avec qui il a huit enfants. Quatre d'entre eux meurent en bas âge, mais les quatre autres deviennent des peintres comme Gaetano. Ils sont respectivement Giacinto (né en 1806), Emilia (née en 1809), Ercole (né en 1815), Achille (né en 1823). Il meurt dans son quartier natal à l'âge de 70 ans en 1840,.

## Œuvres
On retrouve plusieurs de ses peintures dans diverses églises locales comme à Santa Maria di Piedigrotta, où l'on retrouve plusieurs fresques, à Santa Maria di Caravaggio, où l'on trouve une Nascita di Maria (Naissance de la Vierge), à Santa Maria della Vigna, où l'on trouve une Annonciation et une Assomption de la Vierge, et à Santa Maria dell’Agnena à Vitulazio, où il a peint une Vergine dell'Agnena en 1800,,.
| Peinture à l'huile montrant plusieurs personnes dansant en vêtements colorés. |
| Festa napoletana (vers 1810-1815).                                            |

| Peinture à l'huile montrant des immeubles à gauche et à droite et plusieurs personnes marchant au centre. |
| Via Toledo dalla Piazza dello Spirito Santo (1837).                                                       |

|                                                   |
| La festa della madonna di loreto a napoli (1811). |

- Ritorno dalla festa della Madonna dell'Arco, huile sur toile, 1825, Musée San Martino[3],[7].